# 段煥然
段煥然（16世紀—17世紀），山西平陽府洪洞縣人，明朝政治人物。

## 生平
段煥然是段謙五世孫、崇禎十三年進士段燿然之兄，天啟四年（1624年）中舉人，授南陽教諭，陞陝西安定知縣，博學強記，在當地教化人民、轉變陋風，在鄉試取錄多位名士，晚年回鄉舉鄉飲大賓。

## 引用
1. 1 2  民國《洪洞縣志·卷十二·人物志上》：段煥然，謙五世孫，明天啟甲子舉人，任河南南陽縣教諭，陞陝西安定縣知縣，博學強記，名列八俊，分校秋闈所取皆知名士，晚年罷歸，舉鄉飲大賓。
2. ↑  康熙《（陝西）安定縣志·卷六·人物》：段燦【煥】然，鳴琴卧治，有愛人易使之風。